# Bombus subterraneus
Bombus subterraneus és una espècie d'himenòpter de la família dels àpids.

## Distribució
S'estén per gran part d'Europa des del nord de la península Ibèrica fins als 60°N a Escandinàvia i Rússia al nord, i inclou la península Itàlica i els Balcans fins al centre de Grècia al sud. A l'Àsia, és present des de Turquia, Transcaucàsia i el nord de l'Iran fins al sud dels Urals, sud i est de Kazakhstan, Tian Shan, Altai i nord de Mongòlia. Ha estat introduït a Nova Zelanda, on només és present a l'Illa del Sud. Es considera extinta a Bèlgica, Països Baixos i el Regne Unit. A la península Ibèrica només és present a l'extrem nord, incloent-hi la Serralada Cantàbrica i els Pirineus.

## Descripció
Mida de l'ala anterior de 17 mm en les reines, 11 mm en les obreres i 12 mm en els mascles. Pilositat del cos de la reina molt curta. Els individus de la forma britànica tenien un collar ampli de color groc i una estreta franja groga a l'escutel. La punta de l'abdomen és d'un color blanc brut. Les obreres són similars a les reines, però de mida més petita. Els mascles també són similars, però acostumen a tenir la pilositat del cos més llarga. Existeixen formes fosques (subespècie subterraneus) i formes clares (subespècie latreillellus).

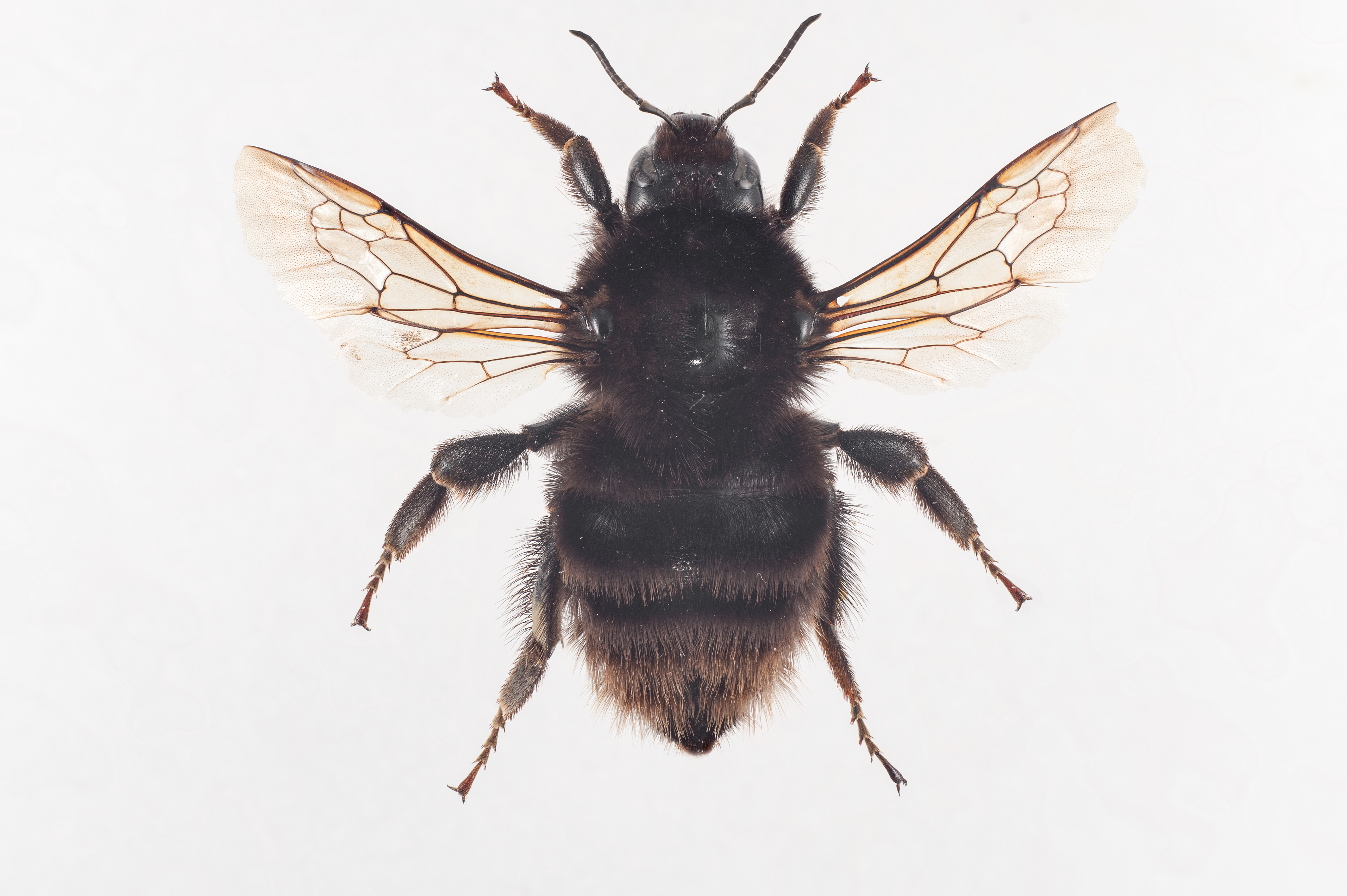
Reina
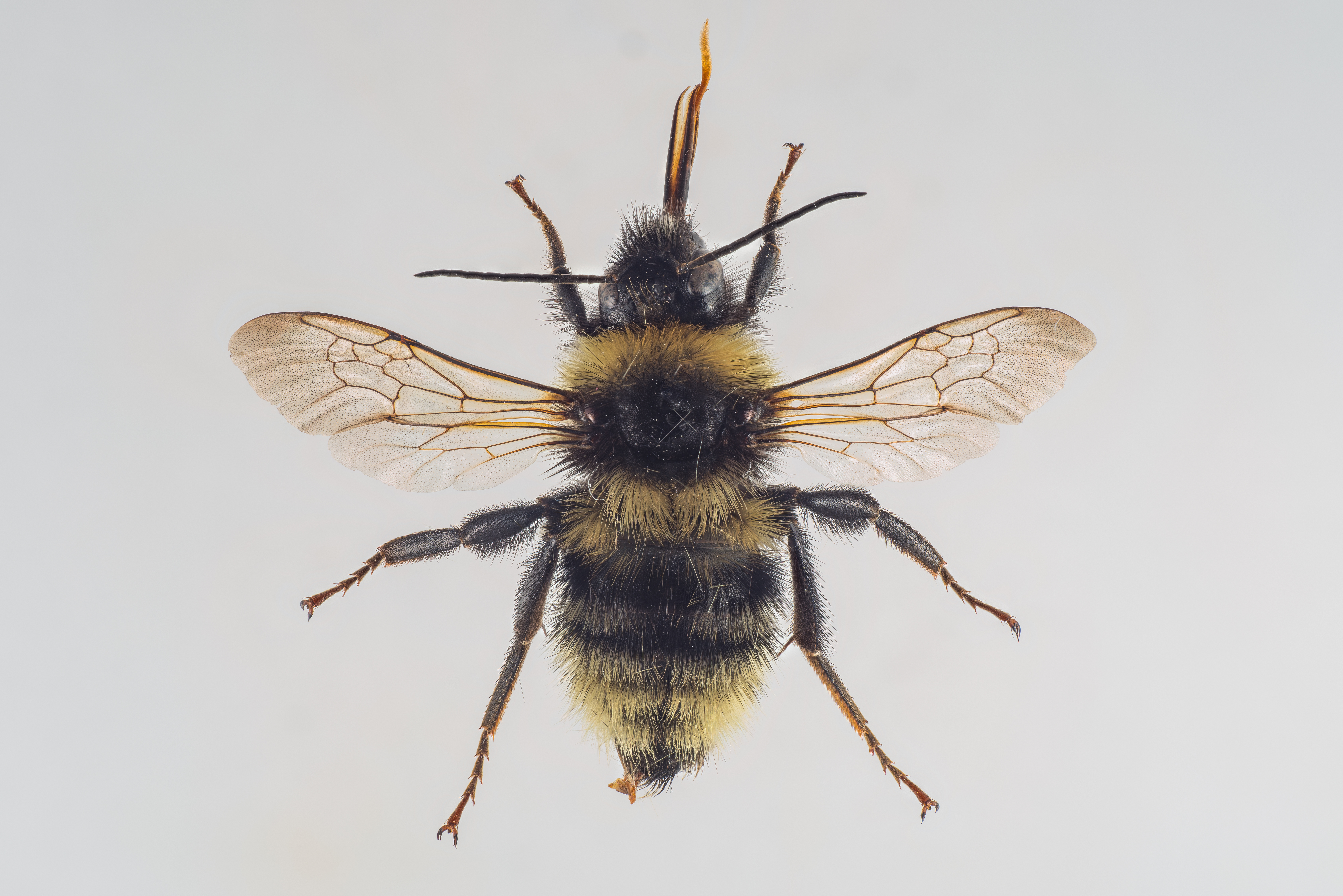
♂

## Hàbitat i Ecologia
Gran varietat d'hàbitats, principalment oberts, com ara landes, prats calcaris, schorres, prats costaners, conreus de trèvol de prat, prats alpins i subalpins, estepes i estepes forestals.
Recull nèctar i pol·len d'una gran varietat de flors, preferint espècies amb corol·les llargues, en especial de fabàcies i boraginàcies. Habitualment nidifica sota terra en antics caus de mamífers, i els nius poden tenir de 75 a 100 obreres. Al Regne Unit, les reines apareixien al maig i podien arribar a volar fins al setembre.

## Introducció i reintroducció
Bombus subterraneus és una de les quatre espècies de borinot del gènere Bombus que es van introduir a Nova Zelanda des del Regne Unit entre 1895 i 1906 per a la pol·linització del trèvol de prat. Es tracta de l'espècie més rara de les quatre, la qual només apareix en baix nombre en certes localitats de l'Illa del Sud. La darrera observació al Regne Unit es va produir el 1988, moment a partir del qual es va considerar extinta fins a la seva reintroducció. La causa de la seva extinció al Regne Unit és objecte de debat, però molts científics són de l'opinió que es va deure a la manca de diversitat genètica. L'any 2009 es va iniciar un programa de reintroducció de l'espècie al Regne Unit a partir de reines recol·lectades a Nova Zelanda. El van dur a terme les organitzacions Natural England, Bumblebee Conservation Trust, Royal Society for the Protection of Birds i Hymettus. En un principi, aquest programa no va ser exitós, ja que moltes de les reines van morir durant la hibernació. A més, anàlisis genètiques d'individus de Nova Zelanda van demostrar que hi havia molt poca diversitat genètica en aquesta població. D'aquesta manera, l'any 2012 es va fer un segon intent de reintroducció a partir de reines capturades a la província d'Escània, sud de Suècia. A l'estiu de 2013, obreres d'aquesta espècie es van trobar dins d'un radi de 5 km del punt de reintroducció, confirmant que la nidificació s'havia produït amb èxit. Per millorar la variabilitat genètica de la població introduïda, es va continuar alliberant reines capturades a Escània fins a la primavera del 2016.